# Ralf Wunschinski

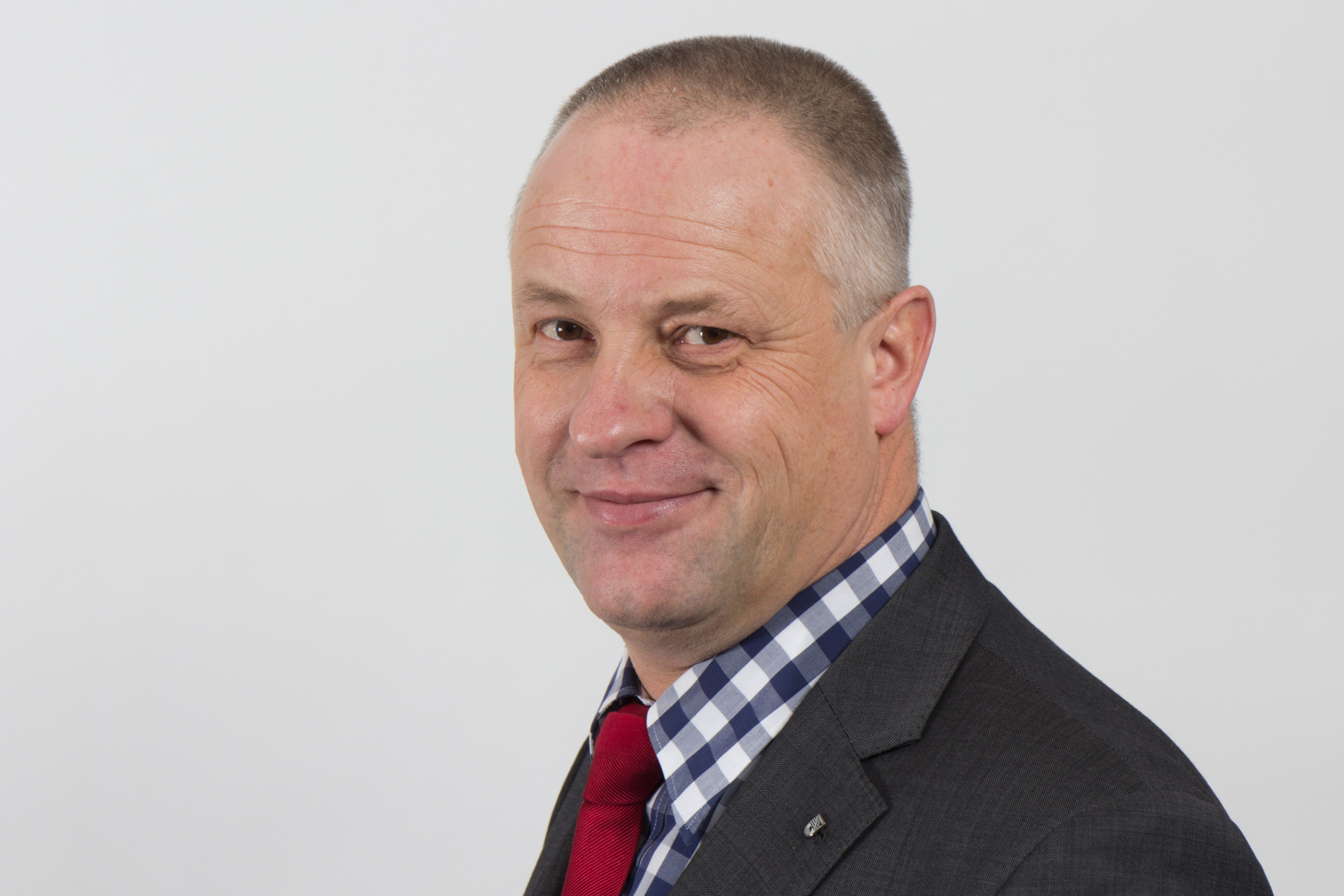
Ralf Wunschinski, 2012

Ralf Wunschinski (* 28. Mai 1965 in Hannover) ist ein deutscher Politiker (CDU). Er war von 2011 bis 2016 Mitglied des Landtags von Sachsen-Anhalt.

## Leben und Beruf
Wunschinski schloss die Schule mit dem Sekundarabschluss II ab. Er absolvierte anschließend eine Ausbildung zum Groß- und Außenhandelskaufmann und ist als selbstständiger Kaufmann tätig gewesen. Er ist verheiratet und Vater von drei Kindern.

## Politik
Wunschinski war von Juni 1997 ehrenamtlicher Bürgermeister der Gemeinde Angersdorf, seit dem 1. September 2010 Ortschaftsbürgermeister. Er war von 1998 bis 2009 auch Vorsitzender des Gemeinschaftsausschusses der Verwaltungsgemeinschaft Westliche Saaleaue, danach der Verwaltungsgemeinschaft Würde/Salza. Wunschinski ist seit 2003 Mitglied im Kreisvorstand der CDU Saalkreis bzw. Saalekreis. Im Jahr 2004 wurde er in den Kreistag Saalkreis gewählt, ab 2007 war er Abgeordneter im Kreistag Saalekreis. Von 2007 bis Oktober 2009 war er Vorsitzender des Finanzausschusses des Kreistags.
Wunschinski war Initiator und Sprecher der „Volksinitiative Sachsen-Anhalt 2011“, einer Volksinitiative, die eine Aufhebung der von der CDU-SPD-Landesregierung beschlossenen Gemeindegebietsreform erreichen wollte, um den Zusammenschluss kleiner Dörfer zu Einheitsgemeinden rückgängig zu machen. Wunschinski geriet in den Reihen der Initiative in die Kritik, nachdem er sich im April 2010 als CDU-Kandidat für die Landtagswahl 2011 nominieren ließ, was als Positionierung gegen die Initiative gesehen wurde. Das Volksbegehren scheiterte, da von Anfang Juli bis Ende Dezember 2010 nicht die dafür erforderliche Anzahl Unterschriften erreicht wurde.
Wunschinski trat bei der Landtagswahl in Sachsen-Anhalt 2011 als Direktkandidat der CDU im Wahlkreis 34 (Saalekreis) an, gewann mit 35,8 % der Erststimmen das Direktmandat und schaffte so den Einzug in den sachsen-anhaltischen Landtag. 2016 unterlag er im Kampf um das Direktmandat jedoch Robert Farle von der AfD; da sein Listenplatz zum Einzug ebenfalls nicht ausreichte, schied er aus dem Landtag aus.
Ab Januar 2017 war Wunschinski hauptamtlicher Bürgermeister der Gemeinde Teutschenthal. Hier kam er aufgrund seiner Methoden in die Kritik. Nachdem am 14. Juni 2017 bei einem Ausflug der Kita der Bahnhofssiedlung für die Beförderung der Kinder in Kleinbussen nicht die vorgeschriebenen Kindersitze verwendet wurden, beschwerten sich mehrere Eltern. Nach einem Treffen mit Wunschinski, bei dem dieser gegenüber den Eltern ausfallend wurde, wurden am Tag darauf auch die Kita-Plätze zweier Kinder gekündigt. Ein Gericht gab dem Einspruch der Eltern statt; die Kinder durften anschließend wieder die Kita besuchen. Nachdem die zum Zeitpunkt des Vorfalls erkrankte Kitaleiterin den Eltern in der Sache recht gab, wurde diese entlassen. Zur Begründung wurde „Nach Auffassung der Gemeinde Teutschenthal hat Frau Linda in schwerwiegender Weise gegen ihre arbeitsvertraglichen Pflichten verstoßen“ angegeben. Zudem wurde ihr untersagt, sich der Kita und anderen Gemeindeeinrichtungen mehr als 50 Meter zu nähern. Auch überregional wurde über diesen Fall berichtet. Das Arbeitsgericht Halle (Saale) erklärte die Kündigung im Januar 2018 für unwirksam.
Seit Februar 2018 ermittelt die Staatsanwaltschaft Halle gegen Teutschenthals Bürgermeister Ralf Wunschinski wegen des Verdachts der Untreue. Nach der Häufung von Dienstaufsichtsbeschwerden, Disziplinarverfahren und Strafanzeigen im Jahr 2018 hat das Landeskriminalamt Sachsen-Anhalts auf Ersuchen der Staatsanwaltschaft im Januar 2019 die Ermittlungen gegen Wunschinski übernommen. Am 27. Februar 2019 beschloss der Gemeinderat Teutschenthal mit 22 Dafür- und einer Gegenstimme ein Abwahlverfahren gegen Wunschinski einzuleiten. Bis zur Abstimmung durch die Bürger der Gemeinde Teutschenthal im Mai 2019 war Ralf Wunschinski vom Gemeinderat beurlaubt und durfte seinen Amtsgeschäften nicht mehr nachgehen.
Nach einem erfolgten Abwahlbeschluss der Gemeindevertretung wurde Wunschinski am 28. Mai 2019 durch die gemeindeangehörigen Einwohner abgewählt. Knapp 85 % der Wähler votierten für seine Abwahl. Auch danach geriet Wunschinski wiederholt in die Schlagzeilen. So wurde ihm im August 2020 der Führerschein entzogen, nachdem er betrunken Auto fuhr.